# Võ Khắc Nghiêm
Võ Khắc Nghiêm (1942-2022) là nhà văn Việt Nam, được tặng Giải thưởng Nhà nước về Văn học Nghệ thuật vào năm 2017.

## Tiểu sử
Võ Khắc Nghiêm (bút danh Hương Chi, Nghiêm Minh) sinh ngày 10 tháng 10 năm 1942 tại thành phố Nha Trang, tỉnh Khánh Hòa, quê tại huyện Lệ Thủy, tỉnh Quảng Bình.
Võ Khắc Nghiêm là học viên khóa đầu tiên của trường Trung cấp Cơ điện Mỏ (1959 – 1962). Ra trường, ông về làm tại Mỏ than Cọc Sáu, thành phố Cẩm Phả, Quảng Ninh. Tại đây, ông vừa làm cán bộ cơ điện mỏ, vừa viết báo, viết văn. Ông từng là Ủy viên Ban Chấp hành Hội Văn nghệ Quảng Ninh. Trước khi về hưu, ông về Hà Nội làm Phó Tổng Biên tập Tạp chí Than.
Ông là đảng viên Đảng Cộng sản Việt Nam; hội viên Hội Nhà văn Việt Nam từ năm 1991; hội viên Hội Nghệ sĩ Sân khấu Việt Nam; hội viên Hội Điện ảnh Việt Nam; hội viên Hội Nhà báo Việt Nam.
Võ Khắc Nghiêm đã qua đời tại nhà riêng vào 29 tháng 9 năm 2022.

## Sự nghiệp
Võ Khắc Nghiêm không sinh ra ở vùng mỏ Quảng Ninh, nhưng ông là người của ngành Than và gắn bó cả cuộc đời với vùng Mỏ.
Những tác phẩm gắn liền với tên tuổi của Võ Khắc Nghiêm có: Nhân danh công lý (kịch, 1985); Bi kịch ngược chiều (kịch, 1988); Mảnh đời của Huệ (tiểu thuyết và kịch bản phim truyện); Mạnh hơn công lý (tiểu thuyết, 2000); Thị Lộ chính danh…
Tiểu thuyết Mảnh đời của Huệ của ông đã được chuyển thành phim truyền hình nhiều tập cùng tên và gây hiệu ứng tốt.
Ông đã giành được các giải thưởng văn học cúa: Hội Nhà văn Việt Nam, Bộ Công An, Đài Tiếng nói Việt Nam, Hội Nghệ sĩ Sân khấu, báo Văn nghệ, Hãng phim Người Bảo vệ, Văn nghệ Hạ Long, Giải thưởng ASEAN.
Năm 2017, ông được tặng Giải thưởng Nhà nước về Văn học Nghệ thuật với cụm tác phẩm: Mạnh hơn công lý (tiểu thuyết); Mảnh đời của Huệ (tiểu thuyết).

## Tác phẩm chính
- Người cha tội lỗi (tiểu thuyết, 1990);
- Người tình 15 năm (tiểu thuyết, 1990);
- Cướp ngày (tiểu thuyết, 1989);
- Nhân danh công lý (kịch, 1985);
- Bi kịch ngược chiều (kịch, 1988);
- Quy luật muôn đời (kịch, 1991);
- Bỉ vỏ (kịch, 1990);
- Tình yêu hai quá khứ (kịch, 1990);
- Mảnh đời của Huệ (tiểu thuyết và kịch bản phim truyện);
- Chân dung tình yêu,
- Tìm lại chính mình (1995-1996);
- Chân dung tình yêu (tiểu thuyết, 1997);
- Mạnh hơn công lý (tiểu thuyết, 2000);
- Phúc hoạ đời người (truyện ngắn, 2004);
- Huyết thống (tiểu thuyết, 2004);

Nguồn:
- Thị Lộ chính danh ( tiểu thuyết, 2015)[6]

## Vinh danh
- Giải thưởng Nhà nước về Văn học Nghệ thuật năm 2017.

### Giải thưởng văn học
- Giải A Văn học Công nhân (1990-1995)
- Giải B “Vì bình yên cuộc sống” Bộ Công An – Hội Nhà văn Việt Nam (1998-2002).
- Giải A cuộc thi kịch bản sân khấu của Đài Tiếng nói Việt Nam và Hội Nghệ sĩ Sân khấu với vở kịch Bi kịch ngược chiều.
- Giải thưởng cuộc thi kịch bản điện ảnh của báo Văn nghệ, Hãng phim Người Bảo vệ với kịch bản Sự huyền diệu của tình yêu.
- Ba giải A Giải thưởng Văn nghệ Hạ Long.
- Giải thưởng ASEAN năm 2020 cho tiểu thuyết "Thị Lộ chính danh".[3]